# سوء تغذية بطانة القرنية المرتبط بالكروموسوم X
حثل بطانة القرنية المرتبط بالكروموسوم X هو شكل نادر من أشكال حثل القرنية تم وصفه لأول مرة في عام 2006 استنادًا إلى عائلة مكونة من 4 أجيال. تتكون هذه العائلة من 60 عضوًا منها 9 ذكور مصابين بالمرض و35 حاملًا للصفة، حيث تم تنسيب خريطة موضع الخلل إلى الخريطة الوراثية Xq25. عادةً ماتكون أعراض الخلل من عتامة أو غشاوة شديدة في القرنية، وأحيانًا في الهيئة الخلقية، في شكل زجاج أرضي، وأنسجة قرنية حليبية، وتغيرات في بطانة القرنية تشبه فوهات القمر. يُظهر حاملو الصفة فقط تغيرات في البطانة تشبه فوهات القمر.
إلى الآن، بقي الأساس الجزيئي لهذا المرض غير معروف، على الرغم من المعروف أن هناك 181 جينًا يقع ضمن موضع الخلل، منها 68 جيناً يشفر البروتين.